# 巴洛尼亚
巴洛尼亚（法語：Balogna，法語發音：[balɔɲa]）是法国南科西嘉省的一个市镇，属于阿雅克肖区。

## 地理
巴洛尼亚（42°10'40"N, 8°46'45"E）面积27.75 平方千米，位于法国南科西嘉省，该省份位于科西嘉南部，后者为地中海西部的一座岛屿，也是法国的一个单一领土集体，位于法国大陆部分的东南面，意大利半島的西面，最临近的地块是撒丁岛。
与巴洛尼亚接壤的市镇（或旧市镇、城区）包括：马里尼亚纳、维科。
巴洛尼亚的时区为UTC+01:00、UTC+02:00（夏令时）。

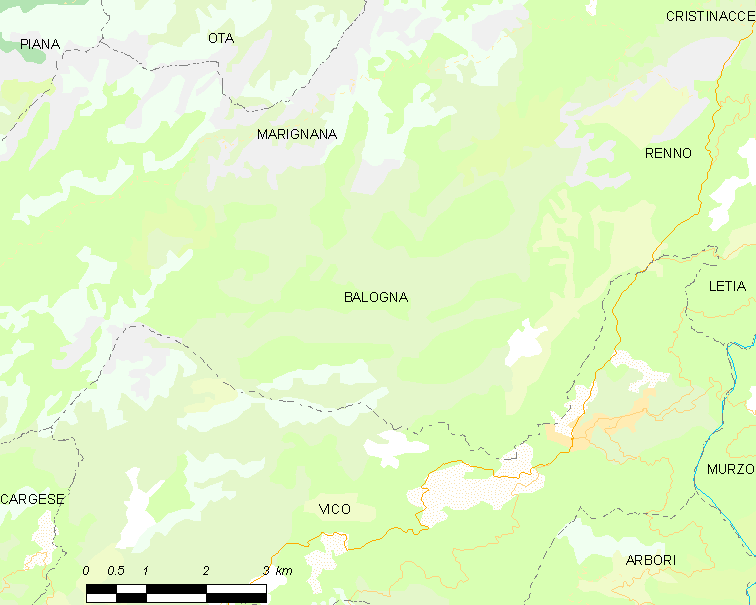
巴洛尼亚的OSM定位图

## 行政
巴洛尼亚的邮政编码为20160，INSEE市镇编码为2A028。

## 政治
巴洛尼亚所属的省级选区为塞维-索鲁-奇纳尔卡县。

## 人口

1962-2008年间巴洛尼亚人口变化图示

巴洛尼亚于2022年1月1日时的人口数量为141人。